# 诺德多夫
阿姆鲁姆岛诺德多夫，通称诺德多夫，是德国石勒苏益格－荷尔斯泰因州的一个市镇。总面积5.90平方公里，总人口592人，其中男性252人，女性340人（2011年12月31日），人口密度100人/平方公里。